# Grlište

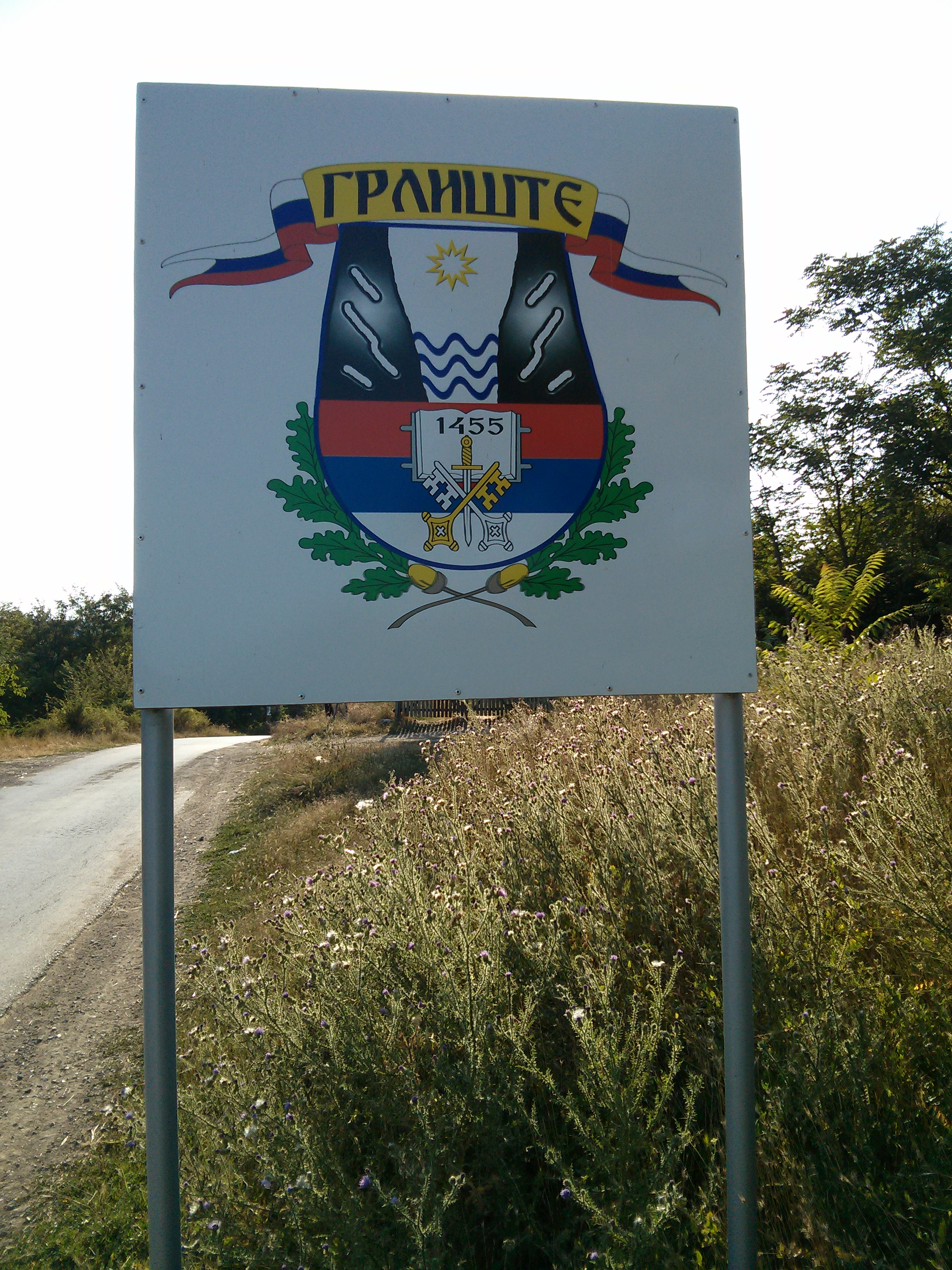
Entrada a la población de Grlište

Grlište (en cirílico Грлиште) es una población de Serbia situada en el municipio y distrito de Zaječar. En 2002, contaba con 857 habitantes, la mayoría serbios.
Cerca de Grlište, a 14 km de la ciudad de Zaječar, se encuentra el Monasterio de San Pedro y San Pablo, a orillas del lago Grliško.
- Datos: Q1980503
- Multimedia: Grlište / Q1980503